# Ramulus hainanense
Ramulus hainanense är en insektsart som först beskrevs av Chen, S.C. och Yun He He 2002.  Ramulus hainanense ingår i släktet Ramulus och familjen Phasmatidae. Inga underarter finns listade i Catalogue of Life.